# یانیک ژادو
یانیک ژادو (تلفظ فرانسوی: [janik ʒado] () زاده ۲۷ ژوئیه ۱۹۶۷) یک فعال محیط زیست و سیاستمدار اهل فرانسه است. وی در سال ۲۰۰۹ پس از پیروزی در انتخابات پارلمان اروپا توانست به‌عنوان یکی از نمایندگان حزب سبز فرانسه به پارلمان اروپا راه یابد.
ژادو نامزد حزب سبز در انتخابات ریاست‌جمهوری ۲۰۲۲ فرانسه بود و سرانجام با کسب تنها ۴/۶ درصد از آرا در دور اول در جایگاه ششم قرار گرفت.

## پیش از سیاست
ژادو پیش از ورود به سیاست به‌عنوان یک فعال محیط زیست و فعال حقوق بشر فعالیت می‌کرد. وی بین سال‌های ۲۰۰۲ تا ۲۰۰۸ مدیر گرین پیس در فرانسه بود و فعالیت‌های این سازمان در فرانسه تحت نظارت وی بود.

## فعالیت سیاسی
در سال ۲۰۰۹ ژادو اعلام کرد که گرین پیس را ترک می‌کند تا فهرست حزب سبز فرانسه را در انتخابات پارلمان اروپا در غرب فرانسه رهبری کند. لیست تحت رهبری وی برنده ۱۶/۶۵ درصد از آرا شد و او به نمایندگی پارلمان اروپا انتخاب شد. وی در سال‌های ۲۰۱۴ و ۲۰۱۹ نیز مجدداً پیروزی در این منطقه را تکرار کرد.
در سال ۲۰۱۶ ژادو در انتخابات درون حزبی حزب سبز فرانسه برای انتخاب نامزد این حزب در انتخابات ریاست‌جمهوری ۲۰۱۷ فرانسه شرکت کرد و با موفقیت نامزد حزبش در انتخابات شد. ژادو در فوریه ۲۰۱۷ اعلام کرد که به نفع بنوا آمون، عضو حزب سوسیالیست که دارای عقاید اکوسوسیالیستی بود از انتخابات کنار می‌کشد. بنوا آمون سرانجام در دور اول انتخابات پنجم شد و نتوانست به دور دوم راه یابد.
در سال ۲۰۲۱ ژادو مجدداً اعلام کرد که می‌خواهد نامزد حزبش در انتخابات ریاست‌جمهوری شود. رقیب او در انتخابات درون حزبی این‌بار ساندرین روسو، فعال اکوفمینیست و اکوسوسیالیست بود که مواضع چپ‌گرایانه‌اش به شدت با مواضع لیبرال ژادو در تضاد بود. یانیک ژادو درنهایت توانست با نتیجه نزدیک ۵۱ به ۴۹ درصد روسو را شکست دهد و نامزد حزبش در انتخابات ریاست‌جمهوری ۲۰۲۲ فرانسه شود. وی در انتخابات با کسب ۴/۶ درصد از آرا در دور اول در جایگاه ششم قرار گرفت و نتوانست به دور دوم راه یابد.